# 5307 Paul-André
5307 Paul-André eller 1980 YC är en asteroid i huvudbältet som upptäcktes den 30 december 1980 av den amerikanske astronomenamerikanske astronomen Edward L.G. Bowell vid Anderson Mesa Station. Den är uppkallad efter Paul-André Herbelin, vän till upptäckaren.